# Michail Grigorjewitsch Kutscherow
Michail Grigorjewitsch Kutscherow, russisch Михаил Григорьевич Кучеров, englische Transkription Kucerov, (* 22. Maijul. / 3. Juni 1850greg. bei Lubny im Gouvernement Poltawa; † 13. Junijul. / 26. Juni 1911greg. in Sankt Petersburg) war ein russischer Chemiker.
Kutscherow war der Sohn eines Gutsbesitzers und studierte ab 1868 Chemie am Landwirtschaftlichen Institut in Sankt Petersburg. Nach dem Diplom 1871 studierte er in Deutschland weiter und war nach der Rückkehr 1880 Vorlesungsassistent, 1891 Dozent und 1902 außerordentlicher Professor am Forst-Institut in Sankt Petersburg (hervorgegangen aus dem Landwirtschaftlichen Institut). 1910 wurde er emeritiert. Ab 1890 war er außerdem im technischen Komitee des Finanzministeriums und leitete ab 1898 dessen chemisches Labor.
Nach ihm ist die Kutscherowsche Acetylen-Hydratisierung benannt, die er 1881 fand. In ihr wird Acetylen mit einem Katalysator in wässriger Phase zu Acetaldehyd hydratisiert. Als Katalysator verwandte er zunächst Quecksilberbromid, er fand aber bald darauf weitere geeignete Katalysatoren und dehnte das Verfahren auch auf die Hydratisierung anderer Alkine aus und auch auf Alkene. Da zu seiner Zeit die Acetylen-Chemie noch unterentwickelt war, gewann sein Verfahren erst später technische Bedeutung (eine erste Anlage lief 1914 in Kanada, nachdem es von anderen 1910 patentiert wurde).